# Get Rich or Die Tryin' (película)
Get Rich or Die Tryin es una película dirigida por Jim Sheridan. Como en el caso de la película 8 Mile protagonizada por Eminem, Get Rich or Die Tryin es una película semiautobiográfica de la vida de 50 Cent.

## Argumento
Marcus (50 Cent), tras un casi fatídico tiroteo, recuerda su vida. Su madre, una traficante de cocaína, murió quemada en su casa cuando él tenía 8 años. Tras aquello, Marcus se va a vivir con sus abuelos y comienza a traficar con crack y a convertirse en un gánster gracias a la ayuda de Majestic, el antiguo jefe de su madre. Tras unos años, Marcus gana lo suficiente para comprarse un Mercedes S-500. Después se reencuentra con Charlene, su amiga de la infancia, y se comienza a enamorar de ella. Tras esto, a Marcus le registra la policía y encuentra crack en su casa (que había sido colocado por un amigo suyo). En la cárcel Marcus conoce a Bama (Terrence Howard), un presidiario que le apoya para que Marcus se convierta en una estrella del rap. Cuando sale de prisión, deja la banda y comienza a grabar música. Es entonces cuando nace el hijo de Marcus, Antwan, llamado así en honor a un amigo de Marcus. Después de que Majestic fuera a ver a su hijo con la intención de que Marcus se disculpara de él, Marcus se enfada y hace una canción insultándole a él y a varios miembros de su banda. Majestic decide que ya es hora de acabar con él y le ordena a Justice, uno de sus amigos, que acabe con él. Tras un atraco, Justice dispara a Marcus por la espalda y le alcanza unas 9 veces. Tras esto Justice sale huyendo por el grito de la abuela de Marcus, que fue lo que le salvó la vida. Después de que Marcus se recuperará, empieza a vender álbumes por los barrios de Nueva York para darse a conocer. Poco después tiene un concierto en la sala Pelham, en donde Bama dispara a Majestic y Marcus acaba rapeando en el concierto.

## Comentarios
La película está basada en la vida real del cantante 50 Cent, que se interpreta a sí mismo al igual que hiciera Eminem en la película 8 Millas (8 Mile) dirigida por Curtis Hanson